# Air Berau
Air Berau is een bestuurslaag in het regentschap Muko-Muko van de provincie Bengkulu, Indonesië. Air Berau telt 800 inwoners (volkstelling 2010).